# Kokkanagatta, Hassan
Kokkanagatta là một làng thuộc tehsil Hassan, huyện Hassan, bang Karnataka, Ấn Độ.